# Jan Cobbaert
Jan Cobbaert (Heverlee, 24 juni 1909 – 3 oktober 1995) was een Belgisch kunstenaar. Meerdere disciplines waren hem vertrouwd. Naast schilderen legde hij zich ook toe op de tekenkunst, diverse vormen van grafiek, de keramiek, het ijzersmeedwerk, de houtsnede, de glaskunst en de edelsmeedkunst.

## Biografie
Jan Cobbaert wordt geboren te Heverlee op 24 juni 1909. Hij stamt uit een welgestelde familie. Het gezin woont te Korbeek-Lo nabij Leuven. Al op jonge leeftijd wordt hij geboeid door kunst. Eén keer per week volgt hij lessen in keramiek in het atelier van Jacques Charlier (1899 – 1964) en gaat hij naar de Stedelijke Academie voor Schone Kunsten. Na zijn humaniora beseft hij dat hij met kunst wil verdergaan. Cobbaert start met studies kunstgeschiedenis aan de Katholieke Universiteit Leuven. Daarna studeert hij aan het Hoger Instituut voor Archeologie en Kunstgeschiedenis te Brussel. 
Na deze studies werkt hij als loopjongen in het schoenbedrijf van zijn vader. Tussendoor schildert hij zijn eerste werken en af en toe woont hij lessen bij aan de Koninklijke Academie voor Schone Kunsten te Brussel. In dit Brusselse milieu komt hij in contact met het Vlaams expressionisme en hij ontdekt de grote expressionisten van de tweede Latemse School zoals Gustave De Smet (1877 – 1943) en Constant Permeke (1886 – 1952). 
In 1937 wordt Cobbaerts werk voor de eerste keer internationaal bekroond met de Prijs van Rome. Naar aanleiding hiervan wordt zijn werk in het openbaar getoond in het stadhuis van Leuven. Dit is zijn eerste tentoonstelling. Zijn werk stuit echter op veel onbegrip bij de Leuvense bevolking. Het wordt te vooruitstrevend gevonden. Toch ligt dankzij de Prijs van Rome zijn artistieke carrière open. Wanneer hij in 1939 een staatstoelage ontvangt, trekt hij hiermee naar Italië, Duitsland en Frankrijk om er oude kunst te bestuderen. Zijn loopbaan krijgt hierdoor een nieuwe wending, maar vanwege van de oorlogssituatie in Italië keert hij al gauw terug naar België. 
Na de Tweede Wereldoorlog ontplooit Cobbaert zijn talent verder. Vanaf oktober 1944 is hij ook leraar aan de Leuvense Academie. Intussen leert hij José Beeckman kennen, met wie hij later zal trouwen. Ze krijgen twee kinderen en het gezin vestigt zich in Kessel-Lo. Deze vertrouwde gezinswereld wordt zijn voornaamste inspiratiebron. 
In de jaren 50 wordt Cobbaert zich bewust van zijn artistieke talenten. Ook gaat hij stilaan internationaal doorbreken. Succesvolle tentoonstellingen en onderscheidingen in binnen- en buitenland volgen elkaar op. Heel wat musea in België kopen werk van hem. Ook musea in het buitenland tonen interesse. Zo kan men nu in Noorwegen, Luxemburg, Denemarken en Duitsland werk van Cobbaert bewonderen.
Met het verlies van zijn zoon Marc in 1958 en acht jaar later ook dat van zijn vrouw, is zijn creativiteit even zoek. Na enige tijd vindt hij de moed om de draad weer op te pakken. Enkele jaren later ontmoet hij Vika Lambrechts, met wie hij trouwt. Cobbaert heeft zijn levensoptimisme teruggevonden. Dit vindt een weerspiegeling in zijn werk, dat een metamorfose ondergaat. In 1974 is hij als leraar gepensioneerd. Nu legt hij zich volledig toe op de verdere uitbouw van zijn oeuvre.
Cobbaert sterft op 3 oktober 1995, maar zijn werken vindt men nog steeds in verschillende galerieën. Ook worden ze verkocht op verschillende veilingen in binnen- en buitenland. In 2010 werd het Jan Cobbaertplein in Leuven naar hem vernoemd. Verder groeit de belangstelling voor zijn werk ook bij privéverzamelaars en particulieren in binnen- en buitenland.

## Stijl

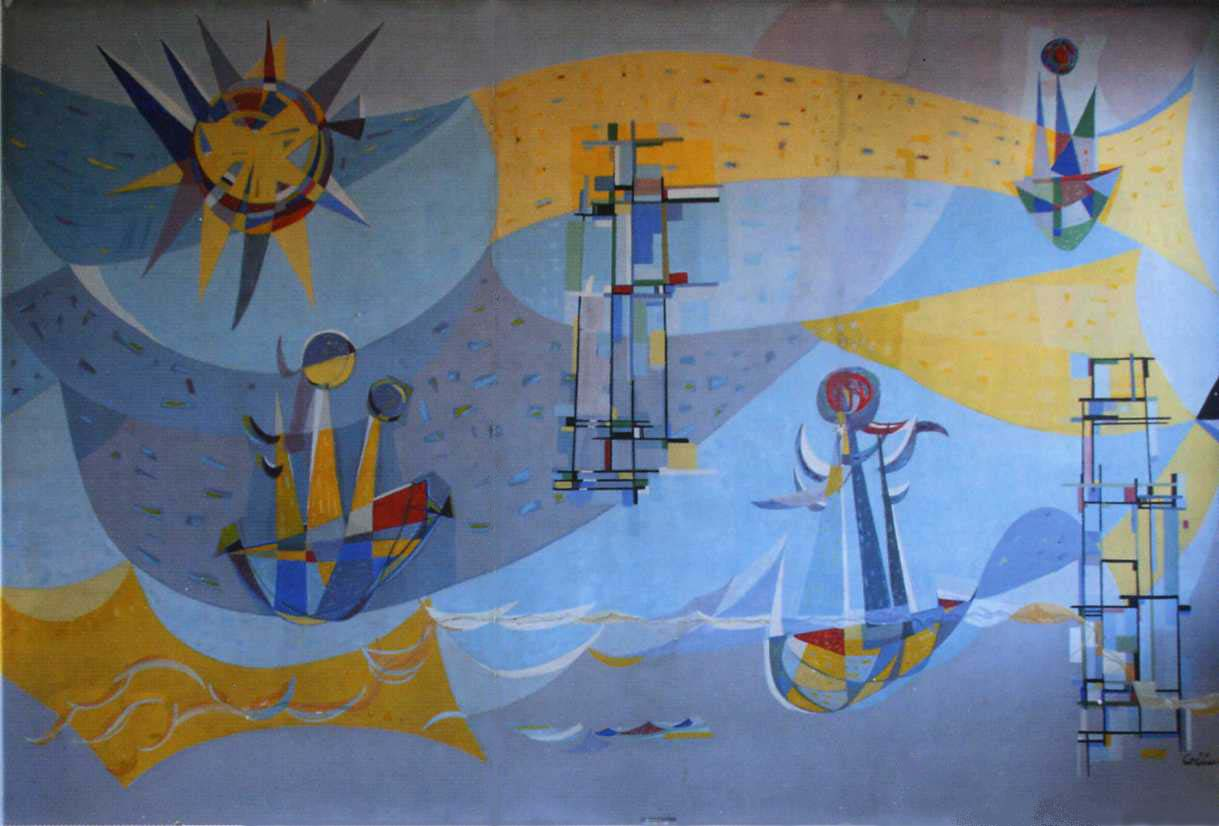
Gedeelte van een Fresco van Cobbaert bij de ingang van het stedelijk zwembad van Leuven

Het oeuvre van Cobbaert vormt een verscheiden geheel. Zijn werk bevat verschillende componenten van verscheidene kunststromingen, zoals de tweede Latemse School en de Cobra-beweging. Toch wordt zijn werk hoofdzakelijk door twee componenten bepaald. Ten eerste is er zijn steeds meer uitgediepte vakmanschap. Ten tweede hebben emotioneel en psychisch bewogen levensgebeurtenissen zijn oeuvre bepaald. De dood van zijn zoon speelt hierin een belangrijke rol. Hij stort zich in de droomwereld van het kind. Via deze fantastische wereld wil hij een intiem contact met zijn zoon bewaren. Deze wereld van het kind, dromen en indrukken zijn bepalend voor zijn schilderijen. 
Rond 1950 komt hij in contact met de Cobra-beweging, waarvan hij evenwel formeel geen deel wilde uitmaken. Hij voelt instinctief aan dat zijn werk verbonden is met de expressieve beeldtaal van deze beweging, met het karakter van de kindertekeningen. Tekening, vorm, kleur en inhoud vormen één compositorisch geheel. Ze bepalen het geheel zonder enige opsmuk. De vorm is opzettelijk ontdaan van alle storende en esthetiserende details. Ze is hard, houterig en kinderlijk. Zijn schilderijen tonen een blijvende onvoldaanheid, een voortdurend onvoltooid zijn. Dit is zichtbaar in al zijn werken waarin hij ernaar streeft thema’s als de ontroering van de mens, de natuur en het leven weer te geven.